# Литинский, Генрих Ильич
Генрих Ильич Литинский (17 марта 1901, Липовец (ныне Винницкая область) — 26 июля 1985, Москва) — советский российский композитор и педагог. Профессор. Заслуженный деятель искусств РСФСР (1957).

## Биографическая справка
Окончил с золотой медалью Московскую консерваторию (1928) по классу композиции Р. М. Глиэра. С 1924 года преподавал там же композицию и теорию музыки, в 1932–1943 годах заведовал кафедрой композиции, некоторое время был деканом композиторского факультета. Сочинял до середины 1940-х годов преимущественно в камерно-инструментальных жанрах: автор нескольких струнных квартетов, скрипичных сонат, струнного октета (1944), концерта для трубы с оркестром (1934).
В послевоенный период вместе с М. Н. Жирковым был направлен на создание якутской профессиональной музыки, в соавторстве с Жирковым написал первые якутские музыкально-сценические произведения: эпическую оперу «Нюргун Боотур» и балет-сказку «Полевой цветок» (оба — 1947). Развитием этой работы стали оркестровые рапсодии Литинского «Ысыах» (1966) и «Айхал» (1972).
В числе его учеников - композитор, Народный артист Узбекистана Алимджан Халимов.